# Heather Menzies
Heather Menzies-Urich (Toronto, 3 dicembre 1949 – Quinte West, 24 dicembre 2017) è stata un'attrice canadese con cittadinanza statunitense.

## Biografia
È nota soprattutto per aver interpretato Louisa von Trapp nel film Tutti insieme appassionatamente (1965), a fianco di Julie Andrews e Christopher Plummer.
È stata sposata con John Cluett dal 1969 al 1973, e dal 1979 con Robert Urich alla cui morte, avvenuta nel 2002 per un tumore osseo, ha creato la Robert Urich Foundation per la prevenzione e la lotta contro il cancro. Ha avuto tre figli e due nipoti.

## Filmografia

### Cinema
- Tutti insieme appassionatamente (The Sound of Music), regia di Robert Wise (1965)
- Hawaii, regia di George Roy Hill (1966)
- Uffa papà quanto rompi! (How Sweet It Is!), regia di Jerry Paris (1968)
- Hail, Hero!, regia di David Miller (1969)
- Il computer con le scarpe da tennis (The Computer Wore Tennis Shoes), non accreditata, regia di Robert Butler (1969)
- Outside In, regia di Allen Baron e G.D. Spradlin (1972)
- Kobra (Sssssss), regia di Bernard L. Kowalski (1973)
- Piranha, regia di Joe Dante (1978)
- L'esperimento (Endangered Species), regia di Alan Rudolph (1982)

### Televisione
- Io e i miei tre figli (My Three Sons) - serie TV, 1 episodio (1964)
- The Farmer's Daughter - serie TV, 3 episodi (1964-1965)
- Dragnet - serie TV, 5 episodi (1967-1969)
- Room 222 - serie TV, 1 episodio (1969)
- Marcus Welby (Marcus Welby, M.D.) - serie TV, 1 episodio (1969)
- Ai confini dell'Arizona (The High Chaparral) - serie TV, episodio 3x13 (1969)
- To Rome with Love - serie TV, 1 episodio (1970)
- Bonanza - serie TV, episodio 12x08 (1970)
- La famiglia Smith (The Smith Family) - serie TV, 1 episodio (1971)
- Due onesti fuorilegge (Alias Smith and Jones) - serie TV, 1 episodio (1971)
- Love, American Style - serie TV, 1 episodio (1971)
- Man in the Middle - film TV (1972)
- The Bob Newhart Show - serie TV, 1 episodio (1973)
- Difesa a oltranza (Owen Marshall, Counselor at Law) - serie TV, 1 episodio (1974)
- Doctor Dan - film TV (1974)
- S.W.A.T. - serie TV, 1 episodio (1975)
- James Dean - film TV (1976)
- The Keegans - film TV (1976)
- Barnaby Jones - serie TV, 1 episodio (1976)
- L'uomo da sei milioni di dollari (The Six Million Dollar Man) - serie TV, 1 episodio (1977)
- Tail Gunner Joe - film TV (1977)
- La fuga di Logan (Logan's Run) - serie TV, 14 episodi (1977-1978)
- Capitan America (Captain America), regia di Rod Holcomb - film TV (1979)
- Love Boat (The Love Boat) - serie TV, 2 episodi (1978-1979)
- Vega$ - serie TV, 3 episodi (1979-1981)
- Gavilan - serie TV, 1 episodio (1982)
- T.J. Hooker - serie TV, 1 episodio (1984)
- Spenser (Spenser: For Hire) - serie TV, 1 episodio (1987)
- American Dreamer - serie TV, 1 episodio (1990)

## Doppiatrici italiane
- Anna Rita Pasanisi in Tutti insieme appassionatamente
- Serena Verdirosi in Kobra
- Flaminia Jandolo in Piraña